# (51) Nemausa
(51) Nemausa ist ein Asteroid des inneren Hauptgürtels, der am 22. Januar 1858 vom französischen Amateurastronomen Joseph Jean Pierre Laurent an der Privatsternwarte von Jean Elias Benjamin Valz in Nîmes in Frankreich unter Verwendung dessen neuer Sternkarte entdeckt wurde. Es war seine einzige Asteroidenentdeckung.
Der Asteroid wurde benannt nach dem antiken Namen von Nîmes, „en mémoire et honneur de la ville et de la fontaine du Dieu Nemausus (zur Erinnerung und zu Ehren der Stadt und der Quelle des Gottes Nemausus)“. Die Benennung erfolgte durch Valz nach Genehmigung durch den Entdecker.

## Wissenschaftliche Auswertung
Mit Daten radiometrischer Beobachtungen im Infraroten am Mauna-Kea-Observatorium auf Hawaiʻi von 1972 und am Cerro Tololo Inter-American Observatory in Chile von 1974 wurden für (51) Nemausa erstmals Werte für den Durchmesser und die Albedo von 146 und 171 km bzw. 0,05 und 0,04 bestimmt. Durch die Auswertung von zwei Beobachtungen einer Bedeckung des Sterns SAO 144417 durch (51) Nemausa am 17. August 1979 in Tadschikistan und Kasachstan wurde ein elliptischer Querschnitt des Asteroiden mit einem mittleren Durchmesser von 153 ± 7 km gefunden. Bei einer weiteren Sternbedeckung durch den Asteroiden, nämlich von 14 Piscium am 11. September 1983, konnte aus mehreren Beobachtungen im Südosten der Vereinigten Staaten ein elliptischer Querschnitt mit einem effektiven Durchmesser von 151,6 ± 6 km abgeleitet werden. Aus Ergebnissen der IRAS Minor Planet Survey (IMPS) wurden 1992 Angaben zu Durchmesser und Albedo für zahlreiche Asteroiden abgeleitet, darunter auch (51) Nemausa, für die damals Werte von 147,9 km bzw. 0,09 erhalten wurden. Eine Auswertung von Beobachtungen durch das Projekt NEOWISE im nahen Infrarot führte 2011 zu vorläufigen Werten für den Durchmesser und die Albedo im sichtbaren Bereich von 142,6 km bzw. 0,10. Nachdem die Werte nach neuen Messungen mit NEOWISE 2012 auf 146,1 km bzw. 0,08 korrigiert worden waren, wurden sie 2014 auf 138,2 km bzw. 0,10 geändert. Nach der Reaktivierung von NEOWISE im Jahr 2013 und Registrierung neuer Daten wurden die Werte 2016 angegeben mit 122,3 oder 131,7 km bzw. 0,08 oder 0,09, diese Angaben beinhalten aber hohe Unsicherheiten. Aus einer Auswertung von 20 Sternbedeckungen durch den Asteroiden konnte in einer Untersuchung von 2020 ein Durchmesser von 144,3 ± 5,5 km bestimmt werden.

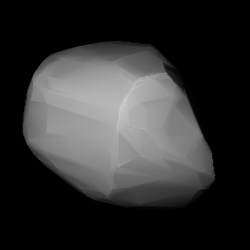
Berechnetes 3D-Modell von (51) Nemausa

Nach einer photometrischen Beobachtung in China, aus der in einer Untersuchung von 1963 eine Rotationsperiode von 7,785 h abgeleitet worden war, erfolgten weitere Beobachtungen des Asteroiden am 17. und 25. September 1968 an der Southern Station der Sternwarte Leiden in Südafrika. Die gemessenen Lichtkurven stimmten mit einer solchen Periode überein, deren Genauigkeit auch durch eine weitere Beobachtung vom 19. März bis 5. April 1982 am La-Silla-Observatorium in Chile mit einem Wert von 7,7845 h bestätigt werden konnte. Auch Messungen vom 8. Dezember 1980 und 10. September 1983 am Osservatorio Astronomico di Torino in Italien sowie am 20. Januar 1985 am Kitt-Peak-Nationalobservatorium in Arizona passten zu der Periode von 7,785 h.
Vom 11. bis 14. September 1983 und vom 25. März bis 2. April 1989 wurden noch weitere Lichtkurven am La-Silla-Observatorium aufgezeichnet. Photometrische Beobachtungen während 5 Nächten im Zeitraum März 1989 bis Oktober 1990 am Astrophysikalischen Observatorium Abastumani in Georgien, am Charkiw-Observatorium in der Ukraine und am Maidanak-Observatorium in Usbekistan führten zu einer Rotationsperiode von 7,78296 h und in Verbindung mit archivierten Daten wurde eine Lösung für die Position der Rotationsachse mit einer retrograden Rotation bestimmt. Weitere Messungen vom 18. und 19. Dezember 1991 am La-Silla-Observatorium passten wieder zu der bereits bekannten Periode.
Eine Auswertung aller vorliegenden Beobachtungsdaten ergab in einer Untersuchung von 1991 eine Rotationsperiode von 7,7829 h, auch eine ungefähre Bestimmung der Lage der Rotationspols wurde versucht. Eine weitere Untersuchung von 1992 konnte dann eine verbesserte Position der Rotationsachse mit einer retrograden Rotation und einer Periode von 7,78294 h liefern. Weitere Beobachtungen vom 6. bis 14. September 1990, vom 26. November bis 1. Dezember 1992 sowie vom 25. bis 27. September 1994, alle am La-Silla-Observatorium, bestätigten exakt diesen Wert für die Rotationsperiode. Aus den Lichtkurven von 1963 bis 1990 konnte eine Untersuchung 1995 zwar eine Lage der Rotationsachse und die Achsenverhältnisse, aber keine Periode und keinen Drehsinn ableiten.
Photometrische Messungen vom 4. September bis 7. November 1994 am Charkiw-Observatorium und am Krim-Observatorium in Simejis führten in der Auswertung zu einer Rotationsperiode von 7,7836 h. Auch bei Messungen vom 26. Juli bis 5. August 1997 am Observatorio de Sierra Nevada in Spanien wurden weitere Lichtkurven aufgezeichnet. Aus den Messungen wurden zwei alternative Rotationsachsen für retrograde Rotation mit einer Periode von 7,78484 h und die Achsenverhältnisse eines dreiachsig-ellipsoidischen Gestaltmodells bestimmt.

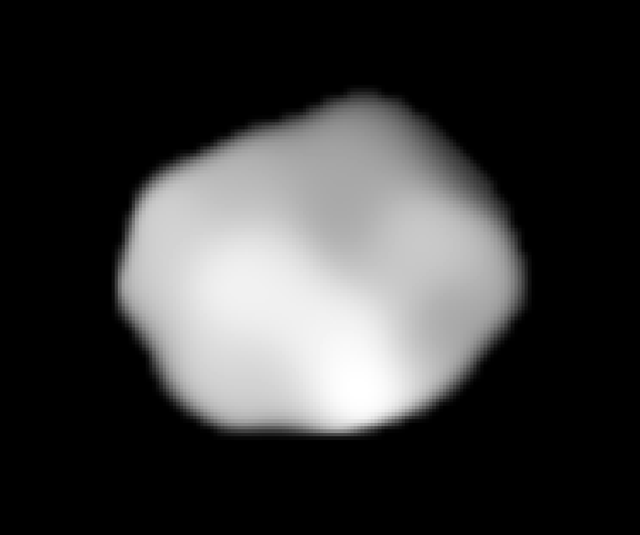
Aufnahme von (51) Nemausa durch das Very Large Telescope (VLT) am 6. Februar 2018

Die Auswertung von 60 vorliegenden Lichtkurven und zusätzlichen Daten der Lowell Photometric Database ermöglichte dann in einer Untersuchung von 2016 die Erstellung eines dreidimensionalen Gestaltmodells für den Asteroiden für zwei alternative Positionen der Rotationsachse mit retrograder Rotation und einer Periode von 7,78484 h. Mit dem neuen Algorithmus All-Data Asteroid Modeling (ADAM) wurde dann 2017 ein Gestaltmodell erstellt, das alle verfügbaren photometrischen, photographischen und sternbedeckungsbasierten Daten in Verbindung mit hochaufgelösten Infrarot-Aufnahmen des Keck-II-Teleskops auf Hawaiʻi vom September und Dezember 2002 und vom Juli 2004 reproduziert. Für die Rotationsachse wurde aus den bisherigen Alternativen eine eindeutige und verbesserte Position bestimmt und die Rotationsperiode zu 7,78484 h berechnet. Für die Größe wurde ein volumenäquivalenter Durchmesser von 144 ± 3 km abgeleitet. Neue photometrische Beobachtungen von (51) Nemausa erfolgten noch einmal vom 23. Oktober bis 14. November 2019 mit den ferngesteuerten Teleskopen TRAPPIST-North am Oukaïmeden-Observatorium in Marokko und TRAPPIST-South am La-Silla-Observatorium. Aus der Lichtkurve wurde hier eine Rotationsperiode von 7,7843 h abgeleitet.
Abschätzungen von Masse und Dichte für den Asteroiden (51) Nemausa aufgrund von gravitativen Beeinflussungen auf Testkörper hatten in einer Untersuchung von 2012 eine Masse von etwa 2,48·1018 kg ergeben, was mit einem angenommenen Durchmesser von etwa 149 km zu einer Dichte von 1,43 g/cm³ führte bei einer Porosität von 36 %. Diese Werte besitzen eine Unsicherheit im Bereich von ±35 %. Eine weitere Untersuchung von 2017 bestimmte die Masse von (51) Nemausa mit zwei Methoden zu etwa 4,12 bis 4,79·1018 kg. Ein umfangreiches Programm der Europäischen Südsternwarte (ESO) zielte darauf ab, die 3D-Form und damit die Dichte von großen Hauptgürtel-Asteroiden zu ermitteln, um ihre Entstehung und Entwicklung besser zu belegen. Es wurden dazu mit dem adaptiven Optikinstrument SPHERE des Very Large Telescope (VLT) am Paranal-Observatorium in Chile hochauflösende Bilder von 42 großen (D > 100 km) Hauptgürtel-Asteroiden aufgenommen, darunter auch (51) Nemausa. Neben hochaufgelösten Bildern des Asteroiden konnten in der finalen Auswertung 2022 unter anderem folgende Daten erfasst werden:
- Mittlerer Durchmesser 150 ± 3 km
- Abmessungen in drei Achsen (167 × 158 × 128) km
- Masse 3,9·1018 kg
- Dichte 2,2 g/cm³
- Albedo 0,09
- Rotationsperiode 7,78484 h
- Position der Rotationsachse mit retrograder Rotation